# Freestyle vid olympiska vinterspelen för ungdomar 2024
Freestyle vid olympiska vinterspelen för ungdomar 2024 arrangerades mellan den 23 och 31 januari 2024. Tävlingarna i parallellpuckelpist hålls i High1 Resort i Jeongseon-gun och övriga grenar hölls i Welli Hilli Park i Hoengseong-gun i Sydkorea.

## Program
Alla tider är koreansk normaltid (UTC+9)
| Datum      | Tid   | Gren                                   |
| ---------- | ----- | -------------------------------------- |
| 23 januari | 11:00 | Herrarnas/Damernas skicross            |
| 24 januari | 09:45 | Damernas slopestyle                    |
| 24 januari | 10:45 | Mixat lag i skicross                   |
| 25 januari | 09:45 | Herrarnas slopestyle                   |
| 26 januari | 13:00 | Mixat lag i parallellpuckelpist        |
| 27 januari | 10:15 | Herrarnas/Damernas kval i big air      |
| 27 januari | 13:00 | Herrarnas/Damernas parallellpuckelpist |
| 28 januari | 10:15 | Herrarnas/Damernas big air             |
| 31 januari | 10:15 | Herrarnas/Damernas halfpipe            |

## Medaljörer

### Herrar
| Gren                            | Guld                     | Guld                    | Silver                           | Silver                   | Brons                    | Brons                 |
| Big air Detaljer...             | Charlie Beatty Kanada    | 177,75                  | Olly Nicholls Japan              | 174,50                   | Luke Harrold Nya Zeeland | 172,25                |
| Halfpipe Detaljer...            | Luke Harrold Nya Zeeland | 94,25                   | Finley Melville Ives Nya Zeeland | 92,50                    | Alan Bornet Schweiz      | 85,00                 |
| Slopestyle Detaljer...          | Henry Townshend USA      | 90,25                   | Olly Nicholls Japan              | 85,75                    | Jaakko Koskinen Finland  | 83,75                 |
| Parallellpuckelpist Detaljer... | Lee Yoon-seung Sydkorea  | Lee Yoon-seung Sydkorea | Porter Huff USA                  | Porter Huff USA          | Takuto Nakamura Japan    | Takuto Nakamura Japan |
| Skicross Detaljer...            | Niklas Höller Tyskland   | Niklas Höller Tyskland  | Janik Sommerer Österrike         | Janik Sommerer Österrike | Måns Abersten Sverige    | Måns Abersten Sverige |

### Damer
| Gren                            | Guld                    | Guld                  | Silver                  | Silver                  | Brons                 | Brons                 |
| Big air Detaljer...             | Flora Tabanelli Italien | 180,00                | Daisy Thomas Australien | 172,75                  | Muriel Mohr Tyskland  | 166,00                |
| Halfpipe Detaljer...            | Liu Yishan Kina         | 92,25                 | Chen Zihan Kina         | 83,75                   | Kathryn Gray USA      | 79,25                 |
| Slopestyle Detaljer...          | Flora Tabanelli Italien | 90,50                 | Han Linshan Kina        | 81,50                   | Muriel Mohr Tyskland  | 78,75                 |
| Parallellpuckelpist Detaljer... | Elizabeth Lemley USA    | Elizabeth Lemley USA  | Lottie Lodge Australien | Lottie Lodge Australien | Abby McLarnon USA     | Abby McLarnon USA     |
| Skicross Detaljer...            | Uma Kruse Een Sverige   | Uma Kruse Een Sverige | Morgan Shute USA        | Morgan Shute USA        | Leena Thommen Schweiz | Leena Thommen Schweiz |

### Mixat
| Gren                                 | Guld                                          | Silver                              | Brons                                   |
| Parallellpuckelpist, lag Detaljer... | USA Elizabeth Lemley Porter Huff              | Sydkorea Yun Shin-ee Lee Yoon-seung | USA Abby McLarnon Jiah Cohen            |
| Skicross, lag Detaljer...            | Sverige William Young Shing Alexandra Nilsson | USA Walker Robinson Morgan Shute    | Schweiz Lorenzo Rosset Valentine Lagger |

## Medaljtabell
*   Värdland ( Sydkorea)
| Nr                   | Nation               | Guld | Silver | Brons | Totalt |
| -------------------- | -------------------- | ---- | ------ | ----- | ------ |
| 1                    | USA                  | 3    | 3      | 3     | 9      |
| 2                    | Sverige              | 2    | 0      | 1     | 3      |
| 3                    | Italien              | 2    | 0      | 0     | 2      |
| 4                    | Kina                 | 1    | 2      | 0     | 3      |
| 5                    | Nya Zeeland          | 1    | 1      | 1     | 3      |
| 6                    | Sydkorea*            | 1    | 1      | 0     | 2      |
| 7                    | Tyskland             | 1    | 0      | 2     | 3      |
| 8                    | Kanada               | 1    | 0      | 0     | 1      |
| 9                    | Japan                | 0    | 2      | 1     | 3      |
| 10                   | Australien           | 0    | 2      | 0     | 2      |
| 11                   | Österrike            | 0    | 1      | 0     | 1      |
| 12                   | Schweiz              | 0    | 0      | 3     | 3      |
| 13                   | Finland              | 0    | 0      | 1     | 1      |
| Totalt (13 nationer) | Totalt (13 nationer) | 12   | 12     | 12    | 36     |